# Bộ gen của ti thể
Trong ty thể có chứa các phân tử DNA riêng của nó, gọi là các DNA ty thể. Tập hợp tất cả các gen trên những DNA này trong ty thể tạo thành bộ gen ty thể (Mitochondrial genome). Các phân tử thuộc bộ gen ty thể đều là DNA vòng.
Mỗi ty thể chứa khoảng 5 - 10 phân tử DNA vòng trong chất nền (matrix) của nó. DNA ty thể  cũng có cấu trúc sợi xoắn kép theo mô hình Watson-Crick và giống DNA của vi khuẩn (DNA dạng trần không có histôn). Bộ gen ty thể chứa các gen mã hóa cho khoảng 13 protein của riêng ty thể. Ngoài ra, DNA ty thể là cơ sở vật chất trong quá trình di truyền ngoài nhiễm sắc thể, ở người  thường được gọi là di truyền theo mẹ.
Các dạng mRNA, tRNA, rRNA trong ty thể đều được phiên mã từ DNA ty thể và chúng là cơ sở để ty thể tự tổng hợp lấy một số protein của nó, phục vụ cho hô hấp ty thể - một quá trình sống còn của tế bào.
Ty thể có khả năng tự sinh sản bằng cách tự phân đôi ty thể mẹ thành các ty thể con do có hệ di truyền độc lập. DNA vòng